# Cristóbal López (empresario)
Cristóbal Manuel López (Buenos Aires, 27 de octubre de 1956) es un empresario argentino. Dirige el conglomerado empresarial Grupo Indalo, que abarca actividades en ámbitos diversos, participando en la industria de los medios de comunicación, de los juegos de azar, de alimentos, de combustibles, de construcción, entre otras.

## Biografía

### Comienzos
Cristóbal López nació en la ciudad de Buenos Aires pero pasó su infancia y gran parte de su vida en Rada Tilly, Comodoro Rivadavia, Chubut. Sus padres migraron desde España a fines de los años 1950 y se instalaron en Argentina, donde establecieron una empresa de forrajería.
En Comodoro, López comenzó un noviazgo con Muriel Lucía Sosa, a quien conoció en el colegio secundario quien luego se convertiría en su esposa, mientras ambos cursaban la secundaria. Era alumno de la Escuela Técnica Domingo Savio, y ella del Colegio Perito Moreno. A los 15 años ya trabajaba vendiendo pollos y verduras en una camioneta que le había regalado su padre.
Tras la muerte de sus padres en 1976, López se hace cargo de la empresa familiar, ampliando sus tareas para abarcar el transporte de cargas sólidas y líquidas bajo el nombre de Transportes Cristóbal López SRL.

### Grupo Indalo
Durante los años 1990, Cristóbal López adquirió las empresas concesionarias de Scania y Toyota en la Patagonia y cambió el nombre de las mismas a Clear SRL. Sus negocios se expandieron a la gestión del casino de Comodoro, el transporte de pasajeros (empresa Indalo en Neuquén) y las plantaciones de olivos (empresa Promet SA).
En 1999 las empresas propiedad de López pasaron a conformar el Grupo Indalo. Las actividades del grupo empresario pasaron a enfocarse en el área petrolera con la aparición de Oil M&S, de Oil Construcciones y luego de Oil Combustibles, dedicadas a la explotación y comercialización de combustibles.
Más tarde, el Grupo Indalo se expandió a los medios de comunicación. Primero con la compra de C5N y Radio 10 a Daniel Hadad en 2012. a la que seguirían la compra de la productora Ideas del Sur en 2013 y el 60% del diario Ámbito Financiero en 2015. En marzo de 2018 la Administración Federal de Ingresos Públicos intervino el Grupo por dicha intervención sería procesado Alberto Abad En 2018 sería denunciado en una nueva causa judicial por maniobras persecutorias que tendrían como intención silenciar a medios opositores a través de su quebranto económico, resultando en una imputación hecha por Marijuán y en la que pidió investigar al presidente Mauricio Macri, al extitular de AFIP Alberto Abad, Nicolás Caputo, Mario Quintana, José Torello y Javier Iguacel, entre otros.

## Evasión tributaria
El 13 de julio de 2016 el juez federal Julián Ercolini dispuso la inhibición general de bienes de Cristóbal López, de su socio Fabián De Souza y del Grupo Indalo A raíz de ello su grupo fue rebautizado como Ceibo, cambiando de manos.
El 19 de diciembre de ese año fue detenido por orden de Ercolini al intentar vender participaciones en sus empresas. Más tarde los camaristas de la cámara federal consideraron que la prisión era una medida de "alevosa arbitrariedad" y ordenaron su liberación inmediata.
Días más tarde, distintos medios informaron que la esposa del juez, María Julia Kenny, trabajaba como asesora de prensa del ministro de Justicia de Mauricio Macri, Germán Garavano.
La empresa, junto a OP Investments, emitió un comunicado afirmando que el juez había confundido a los anteriores accionistas con las compañías, y que el Estado estaba asfixiando financieramente a las empresas del grupo. Se denunciaba una deuda impaga de más de $1.200 millones por parte del Gobierno por trabajos realizados y entregas efectuadas mientras que Alberto Abad, Director Ejecutivo de la AFIP, hizo saber a los medios de comunicación en reiteradas ocasiones que no aceptaría ninguna propuesta de pago de la deuda. También se denunció que el Gobierno Nacional amenazaba a través de los medios con rescindir contratos y concesiones de CPC, la empresa constructora del grupo. El Gobierno no paga la deuda comercial a las empresas.
En su defensa se solicitó que declaren numerosos funcionarios del Gobierno, dado que habría habido presiones hacia los jueces del caso, incluyendo una declaración del entonces presidente Mauricio Macri, quien afirmó que el fallo que otorgó la libertad a los empresarios —luego revocado— “no fue lo acordado”, sugiriendo la existencia de presiones políticas.
En un escrito de 37 fojas, el abogado Alberto Beraldi detalla las intervenciones de Mauricio Macri señalando que López y De Souza debían ser despojados de las empresas. Para ello se recurrió a un reclamo –también formulado por Macri– de que se cambie la calificación del delito para que la AFIP no otorgue el plan de pagos que se le otorgó a más de mil empresas, empujando así a la quiebra al grupo Indalo. Los diarios consignaron la visita de funcionarios de la AFIP y operadores del Ejecutivo a los camaristas Jorge Ballestero y Eduardo Farah para convencerlos de que no dictaran un fallo dando la libertad a López. Finalmente se informó que dicho caso sería tratado por la Comisión de Libertad de Expresión de la Cámara de Diputados, ya que en el trasfondo estuvo la intención del gobierno macrista de silenciar medios no alineados con la Casa Rosada.
En marzo de 2018 López fue liberado por orden de la Cámara Federal, que además ordenó cambiar la carátula de la causa para que fuera investigado por delitos tributarios. En julio de 2019, peritos de la Corte Suprema determinaron que los planes de pago que había solicitado Oil estaban regularizados a diciembre de 2015 y que el monto total de la deuda financiada era de $2.200 millones, de los cuales $1.600 ya habían ingresado a la AFIP.
En diciembre de 2021, el Tribunal Oral Federal 3 (TOF 3) lo absolvió junto a su socio Fabián De Sousa en la causa donde se los había acusado de haber defraudado al Estado a través de la firma Oil Combustibles. En 2019 la justicia federal a manos de Servini procesó a un empresario macrista Orly Terranova por intento de extorsión al empresario Cristóbal López y lo embargó en 5.100 millones de pesos por una denuncia según la cual el gobierno través de Orly Terranova quería quedarse con Oil Combustibles, señalando en la investigación un plan del gobierno para ahogar financieramente a la empresa para quedarse con los medios de comunicación de la misma encarcelado al empresario y alinearlos al gobierno.
En marzo de 2018 la Administración Federal de Ingresos Públicos intervino el Grupo por dicha intervención sería procesado Alberto Abad En 2018 sería denunciado en una nueva causa judicial por maniobras persecutorias que tendrían como intención silenciar a medios opositores a través de su quebranto económico, resultando en una imputación hecha por Marijuán y en la que pidió investigar al presidente Mauricio Macri, al extitular de AFIP Alberto Abad, Nicolás Caputo, Mario Quintana, José Torello y Javier Iguacel, entre otros.

## Vida privada
Contrajo matrimonio con Muriel Lucía Sosa, con quien tuvo a Cristóbal Nazareno y Emiliano López; la pareja finalmente se divorciaría en el año 2013.
Estuvo en pareja con la modelo Ingrid Grudke desde 2014 hasta 2017. En 2018, la pareja se reencontró en la ciudad de Oberá, Misiones. Grudke dijo que su exnovio fue a despedirse de ella y su familia, y aclaró que no estaban más juntos.